# Stift Seitenstetten

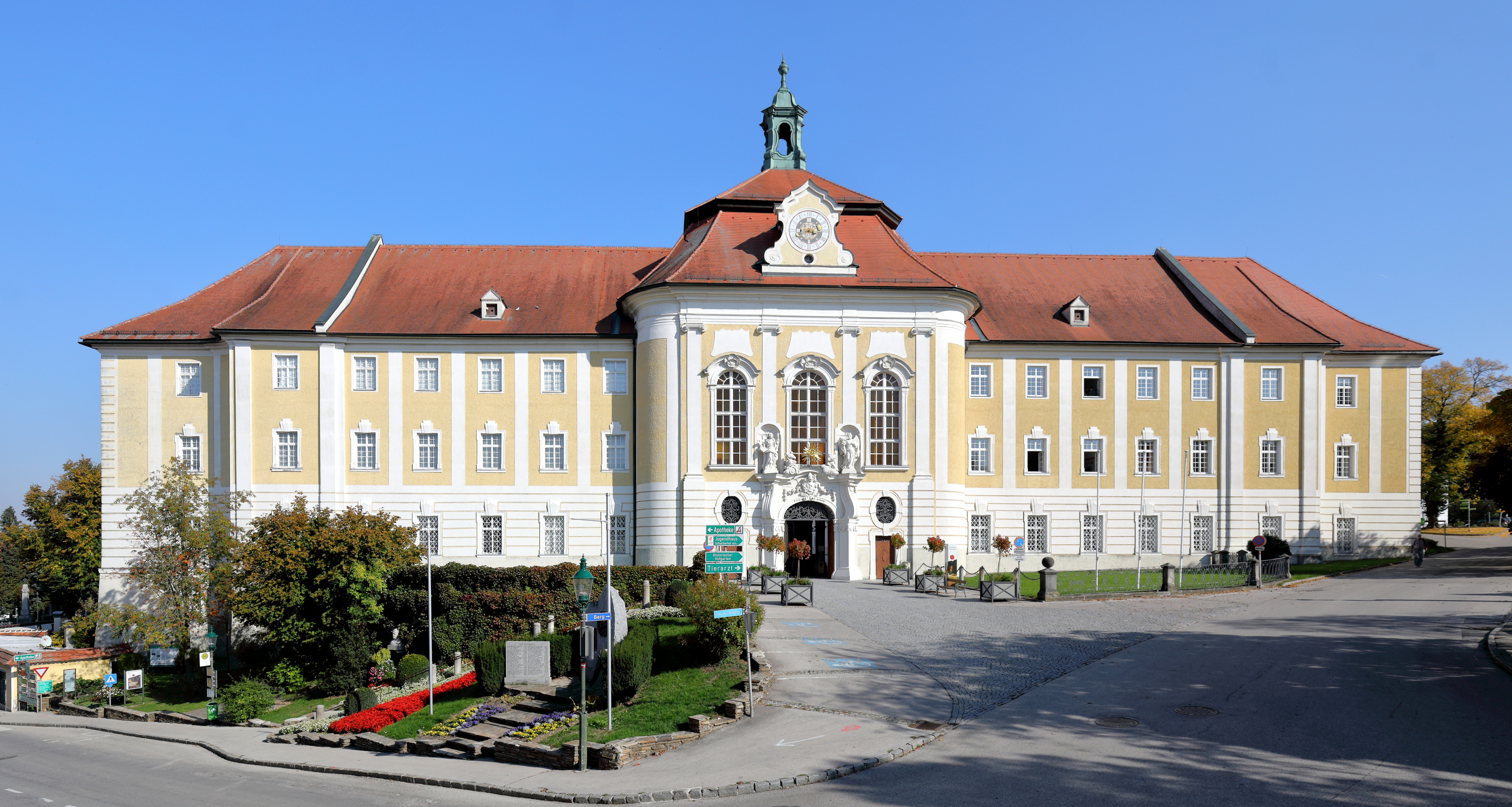
Stift Seitenstetten, der „Vierkanter Gottes“

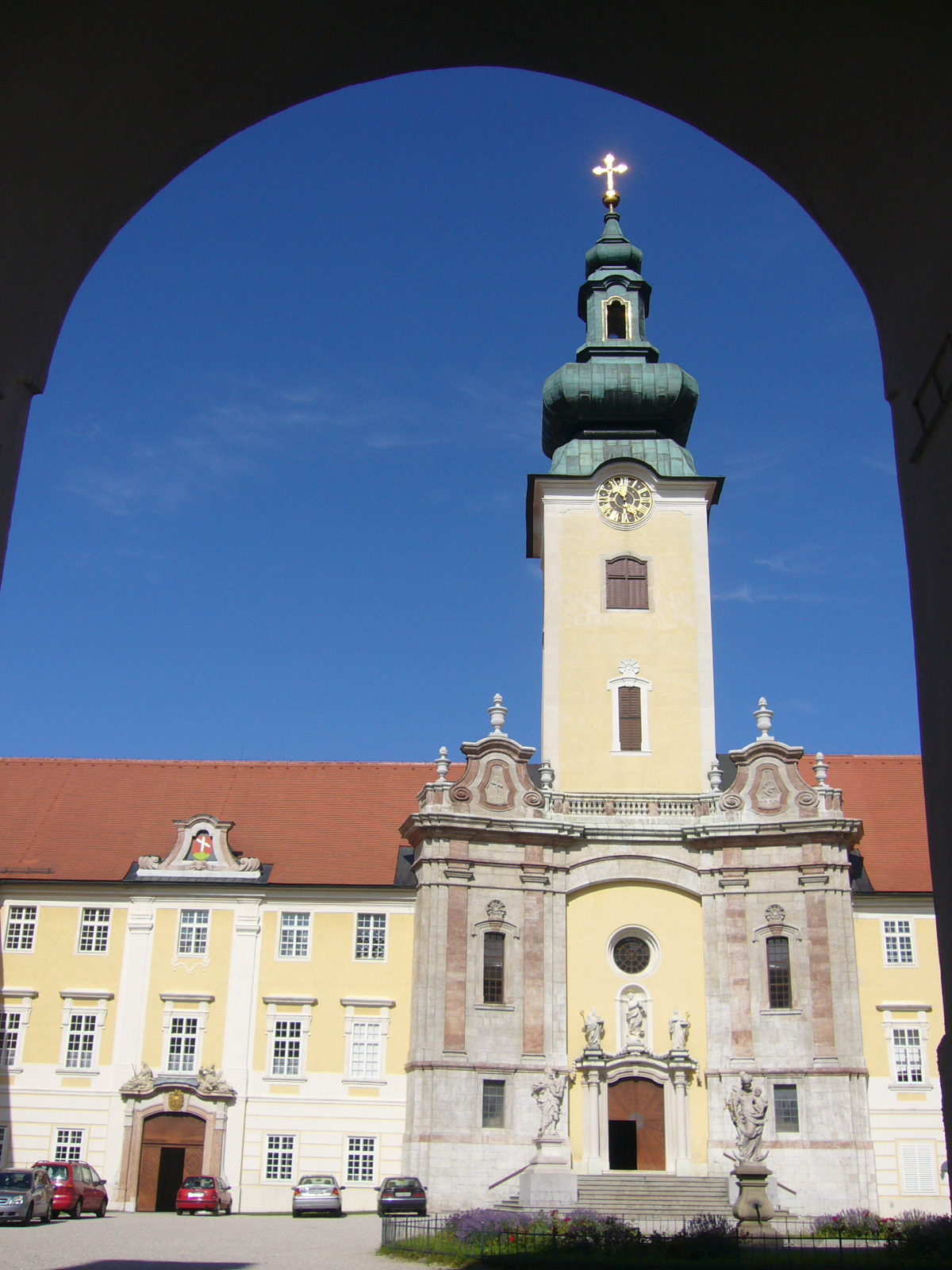
Kirche

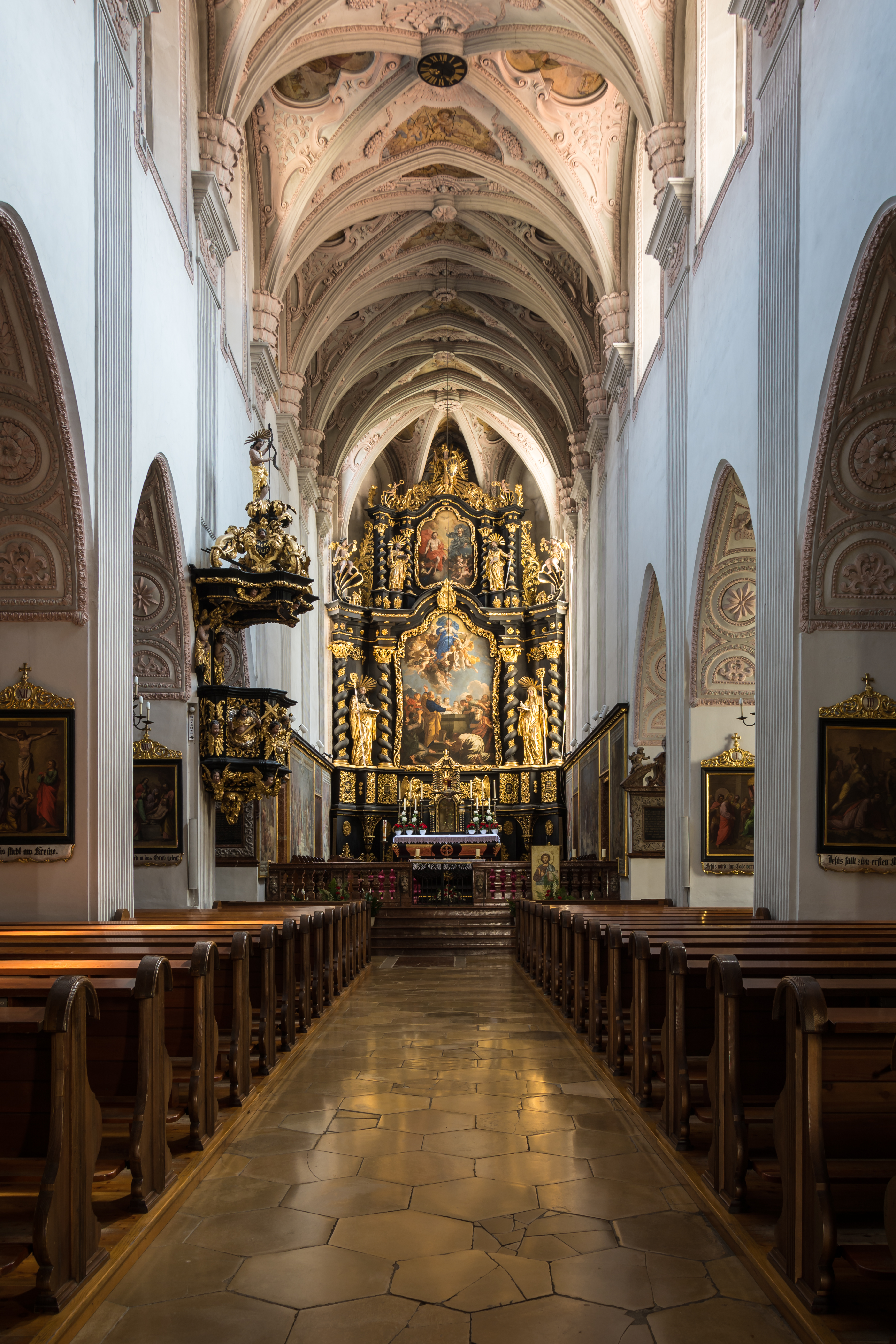
Kircheninnenraum

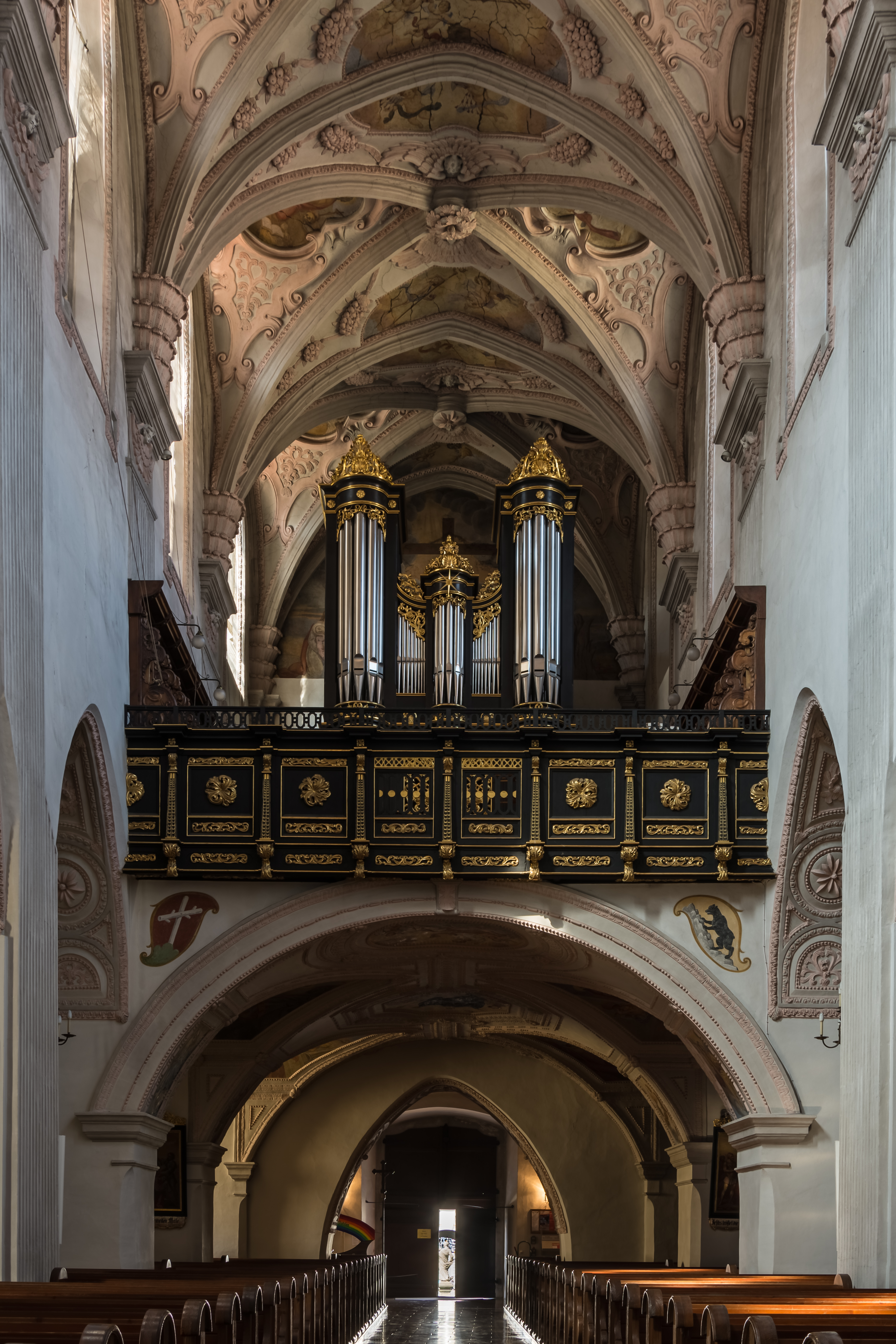
Orgel

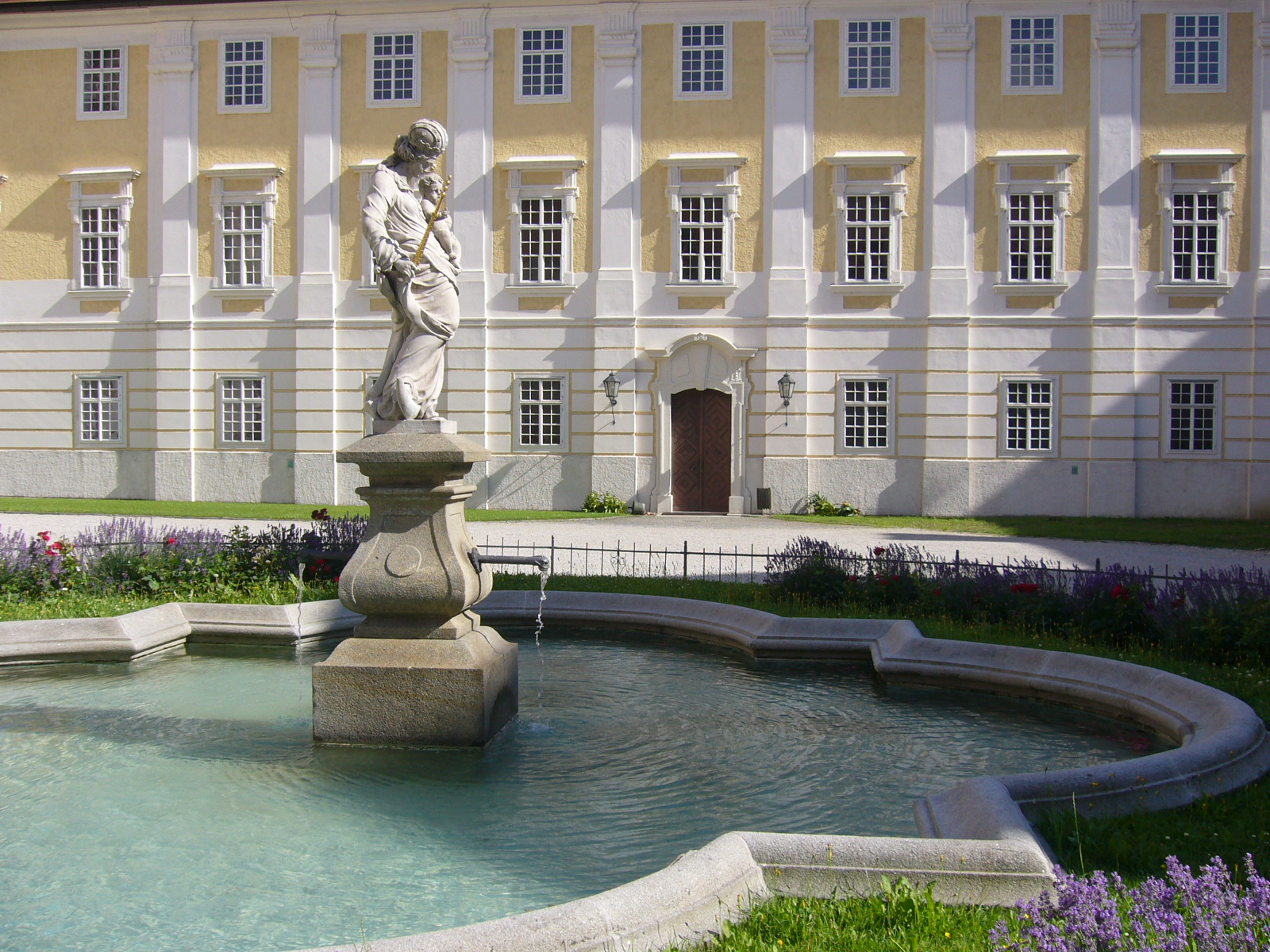
Innenhof

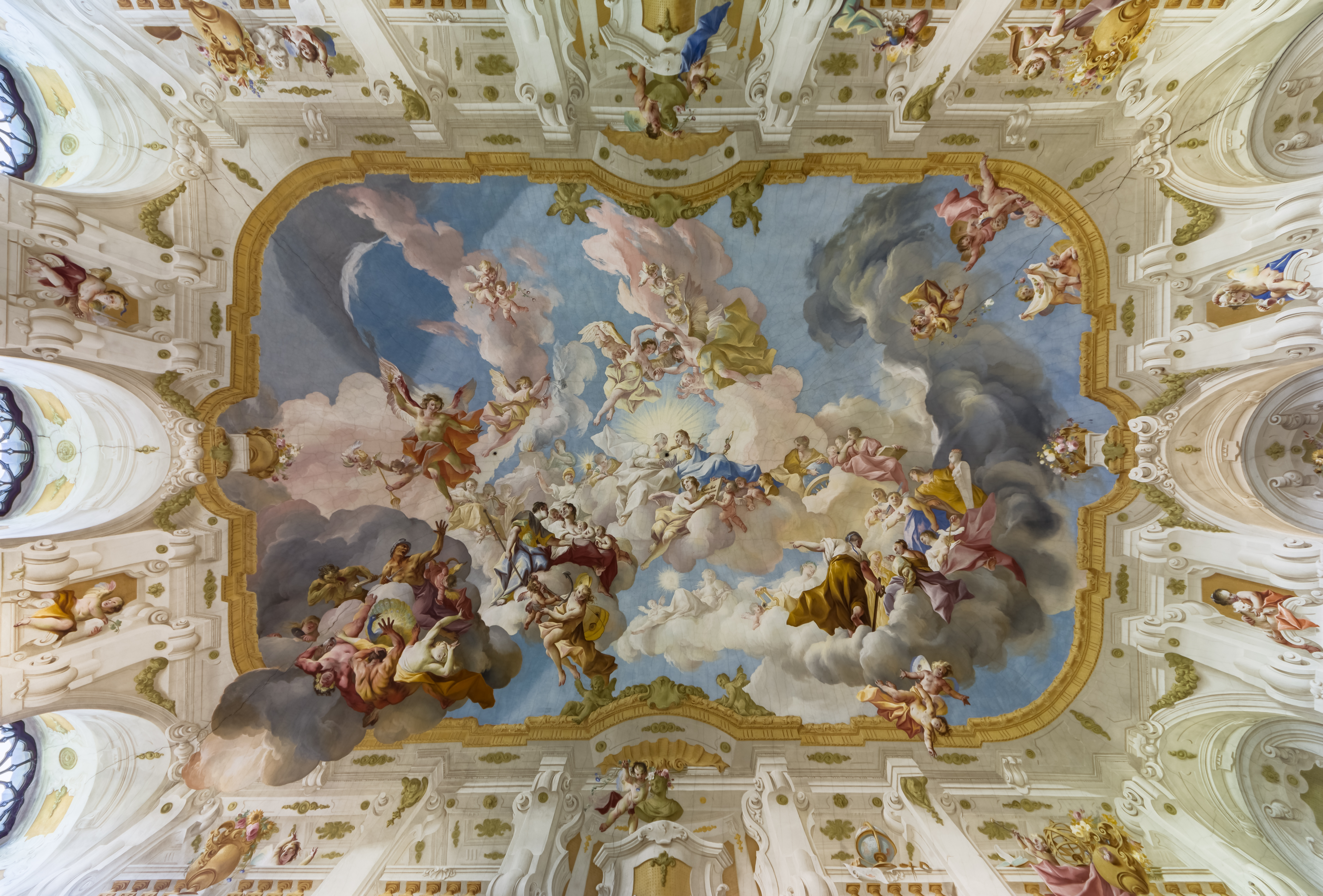
Deckenfresko im Marmorsaal von Paul Troger

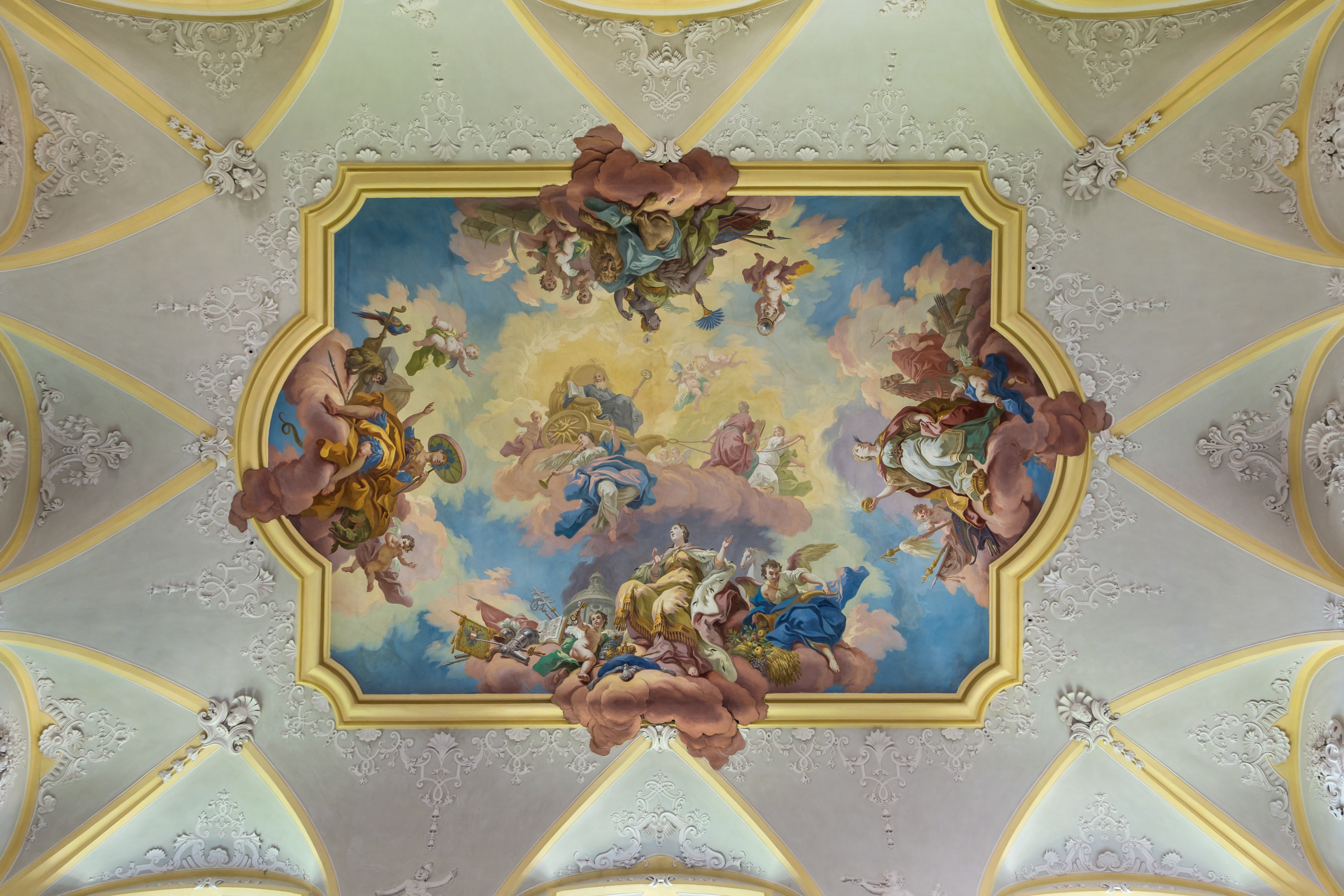
Deckenfresko der Abteistiege von Bartolomeo Altomonte

Das Stift Seitenstetten (lateinisch Abbatia B.M.V. Assumptae apud Seitenstetten) ist eine Abtei der Benediktiner (OSB) in Seitenstetten an der Moststraße im Mostviertel (Niederösterreich). Das wirtschaftliche Fundament des früheren Kollegiats- und späteren Benediktinerstiftes Seitenstetten bildeten die Schenkungen des Udalscale (Udalschalk) im Jahr 1112 und des Magdeburger Erzbischofs Wichmann von Seeburg um 1180.

## Lage
Seitenstetten liegt an der Voralpen Straße (B 122) ungefähr in der Mitte zwischen Amstetten und Steyr. Der eigene Bahnhof „St. Peter-Seitenstetten“ (Westbahnstrecke) liegt ca. 2,5 km vom Ort entfernt.

## Geschichte
Der edelfreie Udalschalk von Stille und Heft – auch Udiskalk oder Udalscale geschrieben – gründete im Jahr 1112 ein Mönchskloster an der Stelle des heutigen Stiftes Seitenstetten. Udalschalk stiftete diesem Kloster seinen ganzen Erbbesitz mitsamt den Einkünften der erbuntertänigen Untertanen im Gebiet von Still und Höft am Hausruck als auch Grünbach in Oberösterreich sowie Seitenstetten in Niederösterreich. 1114 übernahmen Benediktiner aus Stift Göttweig die Verwaltung der neuen Grundherrschaft. 1116 weihte Bischof Ulrich I. von Passau, ein Verwandter der Grafen Formbach-Ratelnberg, die neue Stiftskirche und gab dem Stift die ausgedehnte Pfarrei Aschbach zu Lehen. 1142 erhielt das Stift auch die große Pfarrei Wolfsbach. Aus diesen zwei Großpfarren gingen alle vierzehn Pfarreien hervor, die das Stift Seitenstetten heute noch religiös betreut. An die wehrhafte Vorgestalt des jetzigen Barockstiftes erinnert noch die in ihrem Gemäuer frühgotische Kirche und die ungewöhnlich proportionierte – heute barock-ausstuckierte – kleine Ritterkapelle an deren Seite.
Um 1180 übertrug Wichmann von Seeburg, Erzbischof von Magdeburg, dem Stift ausgedehnte Waldungen an der Ybbs mit der Auflage, dort eine Zelle zu errichten und ständig Gottesdienst zu feiern. Das Stift besaß damit Güter in und um Seitenstetten, Waldgebiete im mittleren und oberen Ybbstal, um das heutige Göstling an der Ybbs mit Eisengruben und Salzwerken, in deren Sprengel die späteren Pfarreien Allhartsberg, Aschbach, Biberbach und Krenstetten entstanden, mit wechselhafter historischer Entwicklung des Grundbesitzes. Aus dem Gründungsjahrhundert stammt auch der erste Hinweis auf eine Klosterschule, das spätere Stiftsgymnasium Seitenstetten.
Nach Rückschlägen in der Entwicklung des Stiftes durch zwei Klosterbrände (1261 und 1290) ließ Abt Konrad das erste Urbar des Stiftes anlegen. Unter dem streitbaren Abt Rudolf I., der auf ritterliche Hofhaltung ebenso bedacht war wie auf strenge Klosterzucht, trat eine Erneuerung ein. Er bestrafte die Konventualen mit monatelangem Dunkelarrest in verliesartigen Kammern. Nach Besitzstreitigkeiten nahm das Kloster im 14. Jahrhundert einen allmählichen Aufschwung. 1347 zählte der Konvent 22 Mitglieder. Nach längerer Verfallszeit setzte sich mit Abt Benedikt I., der vorher Prior des Schottenstiftes in Wien gewesen war, auch in Seitenstetten die Melker Klosterreform durch und brachte einen Aufschwung des religiös-kulturellen Lebens. Dieser Abt ließ 1440 auf dem Sonntagberg eine Kapelle erbauen und weihen und begründete damit die Sonntagberger Wallfahrt unter der Obhut des Stiftes. Eine Grabtafel an der Rückwand der Ritterkapelle erinnert an den zwei Meter großen Abt aus Bayern, der sich als Schwarzkünstler, Marktfahrer und Musiker den Lebensunterhalt erworben hatte, bevor er Mönch, später Prior im Wiener Schottenstift und schließlich Abt in Seitenstetten wurde. Von Kilian Heumader, einem seiner Nachfolger, wird berichtet, dass er während der Türkenkriege in Ungarn schwertumgürtet inmitten Schwerbewaffneter zu den Gerichtstagen in Steyr ritt.
Die Reichstürkenhilfe, vor allem aber die Reformation und Einführung des evangelischen Bekenntnisses des Martin Luther setzten dem Stift hart zu. Abt Michael Bruckfelder, aus Kärnten stammend, bekannte sich öffentlich als Protestant. Im Februar 1572 ließ er sich zu Sindelburg von Armand Khramer, dem evangelischen Schlossprädikanten in Losenstein, mit Maria Schmelch, einer Ziehtochter des Kärntner Prädikanten Gröblacher, trauen. Als Zeugen fungierten der Herr von Niederwallsee, der Pfleger zu Achleiten und der Hofrichter zu Seitenstetten. Schon 1571 hatte Michael Bruckfelder auf mit vier Pferden bespannten Wagen sein Heiratsgut, Seitenstetter Silbergeschirr und weiteres Klostergut, zum Sindelburger Prädikanten bringen lassen. Als im Frühjahr 1572 die Verhaftung drohte, brachte er sich bei seinem protestantischen Schutzherrn in Sicherheit.
Die Zahl der Klosterbrüder in Seitenstetten nahm rasch ab. Erst Abt Christoph Held (1572–1602), vom kaiserlich-österreichischen Klosterrat tatkräftig unterstützt, leitete die geistige Erneuerung ein. Unter den folgenden Äbten hielt die Barockkunst Einzug. Der Abt Caspar Plautz soll im Jahr 1621 das erste überlieferte Kartoffelrezept aufgeschrieben haben. Bayern und Schwaben erhöhten den Mitgliederstand des Konvents. Aber erst nach dem Dreißigjährigen Krieg und der Rekatholisierung gelang es Abt Gabriel Sauer (1648–1674), das Stift wirtschaftlich zu festigen und den Konvent religiös auf einen Höhepunkt zu führen. Auch eine große Bautätigkeit konnte nun einsetzen:
Abt Benedikt II. Abelzhauser (1687–1717) ließ durch Jakob Prandtauer die Wallfahrtskirche Basilika Sonntagberg errichten. Von 1718 bis 1747 wurde der heutige Stiftsbau unter Johann Gotthard Hayberger im Stil des Barock errichtet. Die finanziellen Mittel dazu lieferten vor allem die Erträgnisse des Kupferbergwerkes in der Radmer (Steiermark) und des Messinghüttenwerkes Reichraming (Oberösterreich).
Nach der schweren Zeit der Reformen des Josephinismus Ende des 18. Jahrhunderts und der Koalitionskriege erlangte das Stift an der Wende vom 19. ins 20. Jahrhundert seine höchste Blüte. Abt Theodor Springer (1920–1958) führte das Stift aus der Wirtschaftskrise nach dem Ersten Weltkrieg heraus und rettete das Stift ohne Aufhebung durch den Zweiten Weltkrieg.
Unter Abt Albert Kurzwernhart (1962–1984) wurden am Sonntagberg, in den übrigen Pfarrkirchen, vor allem aber in der Stiftskirche umfangreiche Renovierungsarbeiten durchgeführt.
Von 1985 bis 1991 wurde das gesamte Klostergebäude unter Abt Berthold Heigl außen vom Keller bis zum Dach restauriert. Der barocke Klostergarten im Westen des Klosters gilt als Schmuckstück des Klosters und wurde Mitte der 1990er Jahre unter dem amtierenden Abt wieder belebt und öffentlich zugänglich gemacht. Es finden dort heute Konzerte, Feiern und einmal im Jahr Gartentage mit Ausstellungen diverser regionaler Gartenmöbelhersteller statt. Im Jahr 2012 feierte das Stift mit vielen festlichen Veranstaltungen sein 900-jähriges Bestehen. Anlässlich dieses Jubiläums wurde für das Stiftsgymnasium Seitenstetten eine moderne neue Turnhalle errichtet und im Jubiläumsjahr in Betrieb genommen. Die Gesamtkosten für den Turnhallenneubau beliefen sich auf etwa drei Millionen Euro. Fast die Hälfte waren vom Stift zu übernehmen, der Rest wurde durch Spenden, Bund und Land finanziert. Das Stiftsgymnasium feiert 2014 sein 200-jähriges Bestehen. Die neue Halle gilt als „Geburtstagsgeschenk“.
Am 8. Februar 2013 wählten die 30 Mönche des Konvents Petrus Pilsinger noch vor dem Mittagsgeläut zum neuen Abt; die Kürze der Wahl ist ein Indiz für seinen starken Rückhalt in der Gemeinschaft. Am 21. März wurde er in sein Amt eingeführt, am Ostermontag 2013 wurde er durch Diözesanbischof Klaus Küng zum Abt geweiht.
2021 zählt die Gemeinschaft 25 Mönche.

## Äbte
- Leopold, 1116–1138[4]
- Sigfried, 1138–1140
- Friedrich, 1140–1167
- Grifro, 1167–1172
- Konrad I., 1172–1201
- Marquard, 1203–1210
- Dietmar I., 1210–1223
- Konrad II., 1223–1230
- Otto I., 1230–1238
- Dietrich I., 1238–1247
- Heinrich I., 1247–1250
- Hermann, 1250–1261
- Rudolf I., 1261–1290
- Konrad III./IV., 1290–1308
- Otto II., 1308–1313
- Heinrich II., 1313–1318
- Gundaker, 1318–1324
- Ottaker, 1324–1328

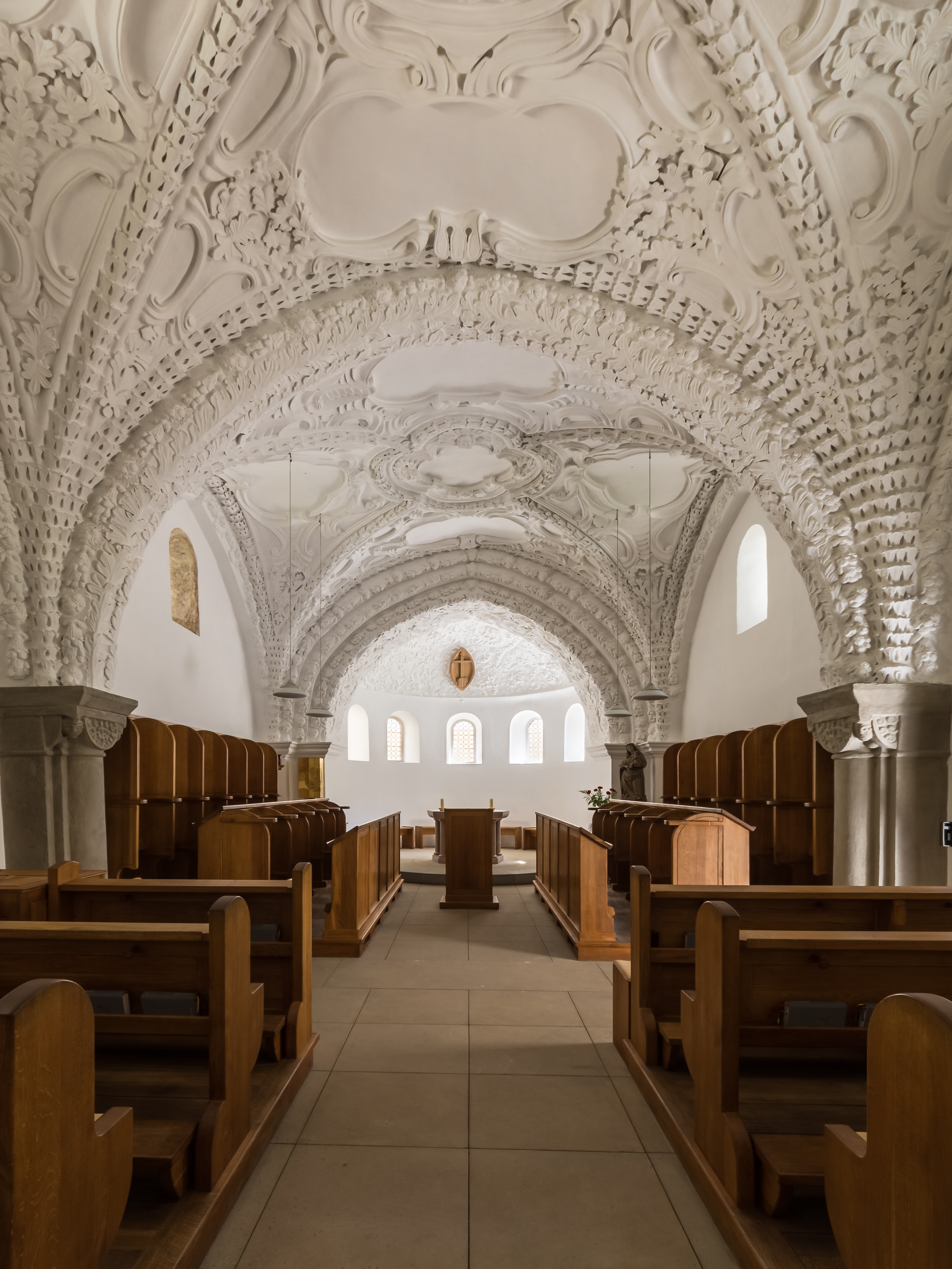
Ritterkapelle

- Dietrich II. Perleitter, 1328–1337
- Dietmar II., 1337–1348
- Ekfrid, 1348–1349
- Rudolf II., 1349–1354
- Engelschalk, 1354–1385
- Laurentius von Meilersdorf, 1385–1419
- Stephan, 1419–1422
- Thomas Chersperger, 1423–1427
- Johannes Irnfried,(Irrnfrid), 1427–1437
- Benedikt I.,1437–1441
- Christian von Kolb, 1441–1465
- Paulus Pymisser, 1465–1476
- Kilian Heumader (auch Heundl), 1477–1501
- Andreas von Wolkersdorf, 1501–1521
- Heinrich III.Sues,1521–1532
- Johann Eyspain, 1532–1547
- Johannes III. Wolfspecker, 1547–1548
- Gregorius Danhamer, 1548–1552
- Georg Sugel auch Rhamsauer genannt, 1552–1565
- Elias Portschens, 1565–1568
- Domitian Egartner, 1568–1570
- Michael Bruckfelder, 1570–1572
- Christoph Held, 1572–1602
- Bernhard Schilling, 1602–1610
- Kaspar Plautz, (auch Caspar Plautius) 1610–1627
- Placidus Bernhard, 1627–1648
- Gabriel Sauer, 1648–1674
- Adam Pieringer, 1674–1679
- Ambrosius Marholt, 1679–1687
- Benedikt II. Abelzhauser, 1687–1717
- Ambrosius Prevenhueber, 1717–1729
- Paul de Vitsch, 1729–1747
- Dominik Gußmann, 1747–1777
- Ambros Rixner, 1777–1812
- Kolumban Zehetner, 1813–1834
- Joseph Gündl,1834–1851
- Ludwig Ströhmer, 1852–1868
- Dominik Hönigl, 1868–1908
- Hugo Springer, 1908–1920
- Theodor Springer, 1920–1958 (Bruder des Vorigen)
- Ägid Decker, 1958–1962
- Albert Kurzwernhart, 1962–1984
- Berthold Heigl, 1984–2013
- Petrus Pilsinger, seit 21. März 2013[5]

## Sehenswürdigkeiten

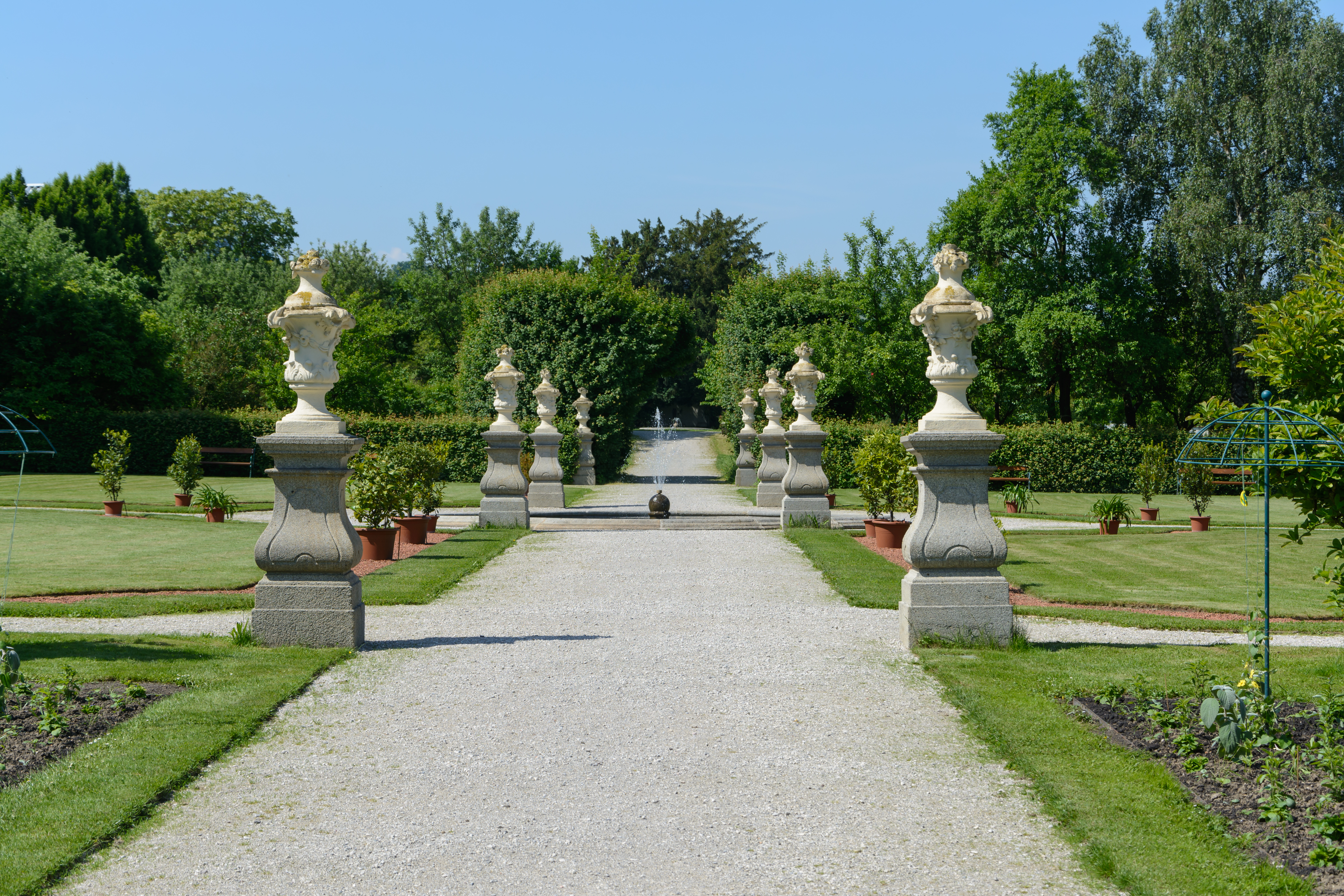
Hofgarten

- Frühgotische barockisierte Stiftskirche
- Romanische Ritterkapelle
- Marmorsaal und Bibliothek mit Deckenfresken von Paul Troger
- Abteistiege mit Deckenfresko von Bartolomeo Altomonte
- Sommerrefektorium mit 19 Bildern vom Kremser Schmidt
- Galerie
- Hofgarten: Prunkgarten des Barock (ursp. etwa zw. Erbauung bis 1740 und 1780er); 1996 nach historischen Vorbildern restauriert;[6] Klostergarten als Schaugarten; mit ca. 110 zumeist historischen Rosensorten; gehört zu den bedeutendsten gartenarchitektonischen Denkmalen Österreichs und steht als solcher explizit unter Denkmalschutz (Nr. 23 im Anhang zu § 1 Abs. 12 DMSG)

Nach dem Stift Seitenstetten wird auch der Farbton des Seitenstettner Gelbs bezeichnet.

## Stiftspfarrkirchen
Jahr, seitdem sich diese Kirchen als Pfarrkirchen in der Obhut des Stifts befinden:
- 1142 Pfarrkirche Wolfsbach
- 1292 Pfarrkirche Ybbsitz
- 1312–1529, erneut 1757 Pfarrkirche Biberbach
- 1380 Wallfahrtskirche Krenstetten
- 1411 Pfarrkirche Allhartsberg
- um 1300, erneut 1746 Pfarrkirche St. Michael am Bruckbach
- 1527 Pfarrkirche Windhag (Gemeinde Waidhofen an der Ybbs)
- 1783 Basilika Sonntagberg
- 1784 Pfarrkirche Öhling
- 1808 Pfarrkirche Engstetten
- 1932 Pfarrkirche Kematen an der Ybbs